# Länsväg 168
Länsväg 168 går mellan Kungälv och Marstrand i Bohuslän. Längd 27 km.
Vägen går genom bland annat samhällena Ytterby, Kroken samt orterna Vävra, Risby, Guddeby, Tjuvkil och slutar på Koön i Marstrand. Vägen ansluter till E6 vid Kungälv. Centrala delen av Marstrand ligger på en ö, Marstrandsön, och dit tar man sig med en färja som tar passagerare och i undantagsfall bilar.
Vägen är smal och krokig och har många utfarter. Detta tillsammans med höga hastigheter och relativt mycket trafik gör att vägen är olycksdrabbad. 2007 satte dåvarande Vägverket upp ett antal hastighetskameror längs sträckan. De närmaste 2 km från E6 har fyra körfält med trafikljuskorsningar.
Längs väg 168 finns en relativt stor bro, Instöbron, längd 510 m med en segelfri höjd på 18 m.

## Historia
Vägen gavs numret 168 på 1980-talet, och innan dess hade den inget skyltat nummer. Instöbron öppnades för trafik 1991 och ersatte en färjeled på sträckan.

### Planer
En ny anslutning till E6 i höjd med Kareby (4 km norr om nuvarande anslutning) planeras.
En ny väg på några kilometer planeras kring Tjuvkil (strax öster om Instöbron) Ingen av projekten har beslutats om när de ska byggas.